# Aldebaran (film)
Pour les articles homonymes, voir Aldebaran (homonymie).
Pour plus de détails, voir Fiche technique et Distribution.
Aldebaran   est un film italien réalisé par Alessandro Blasetti, sorti en 1935.
Le film est tourné dans le cadre de la Regia marina.

## Synopsis
Le conflit entre passion et devoir perturbe l'officier Corrado Valeri (Gino Cervi) de la Regia marina au point de compromettre sa brillante carrière à cause de la jalousie qu'il éprouve envers son épouse  Anna Weiss (Evi Maltagliati).

## Fiche technique
- Titre : Aldebaran
- Titre original :
- Réalisation : Alessandro Blasetti, assisté de Flavio Calzavara
- Scénario :  Corrado D'Errico, Giuseppe Zucca
- Photographie : Ubaldo Arata, Massimo Terzano, Carlo Montuori
- Musique : Umberto Mancini
- Décors : Guido Fiorini
- Direction artistique et costumes :
- Montage : Ignazio Ferronetti
- Producteur :  Manenti Film Sp.A
- Genre : Drame
- Durée : 98 min
- Date de sortie : 
  - Royaume d'Italie : 1935

## Distribution
- Gino Cervi : Corrado Valeri
- Evi Maltagliati : Anna Weiss

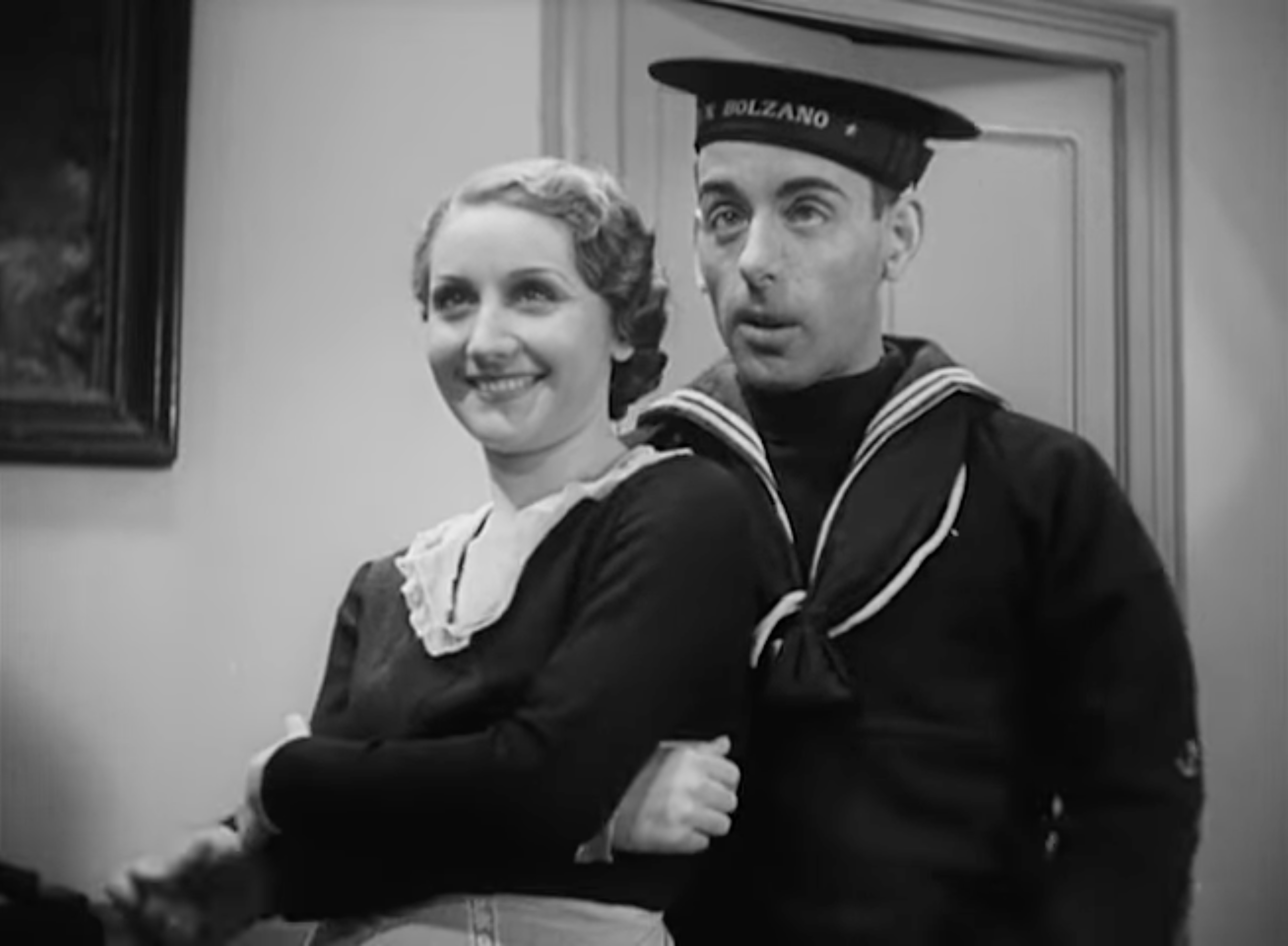
Une scène du film.

- Gianfranco Giachetti : Claudio Valeri
- Egisto Olivieri : commandant Stefano Devon
- Elisa Sandri : Nora Bandi
- Gian Paolo Rosmino : Luigi Bandi
- Ugo Ceseri : Bertrame
- Franco Coop : Gennarino
- Umberto Sacripante :  Fortunato Stella
- Vittorio Vaser (it): Rocchi
- Doris Duranti : amie de Anna
- Gemma Bolognesi : Giuditta
- Rosina Anselmi : Orsolina
- Ermanno Roveri (it): Solinas
- Piero Pastore : le marin
- Aristide Garbini : ajoint
- Vasco Creti : commandant du Titano
- Franco Brambilla (it): un jeune homme
- Mario Steni : lieutenant Silich
- Luigi Pavese : le soupirant de Nora
- Tatiana Pavoni : Carlotta
- Silva Melandri : Elsa
- Dina Romano : mère de Fortunato
- Romolo Costa : frère d' Anna
- Alessandro Blasetti : télégraphiste